# Acanthomyrmex crassispinus
Acanthomyrmex crassispinus är en myrart som beskrevs av Wheeler 1930. Acanthomyrmex crassispinus ingår i släktet Acanthomyrmex och familjen myror. Inga underarter finns listade i Catalogue of Life.

## Bildgalleri

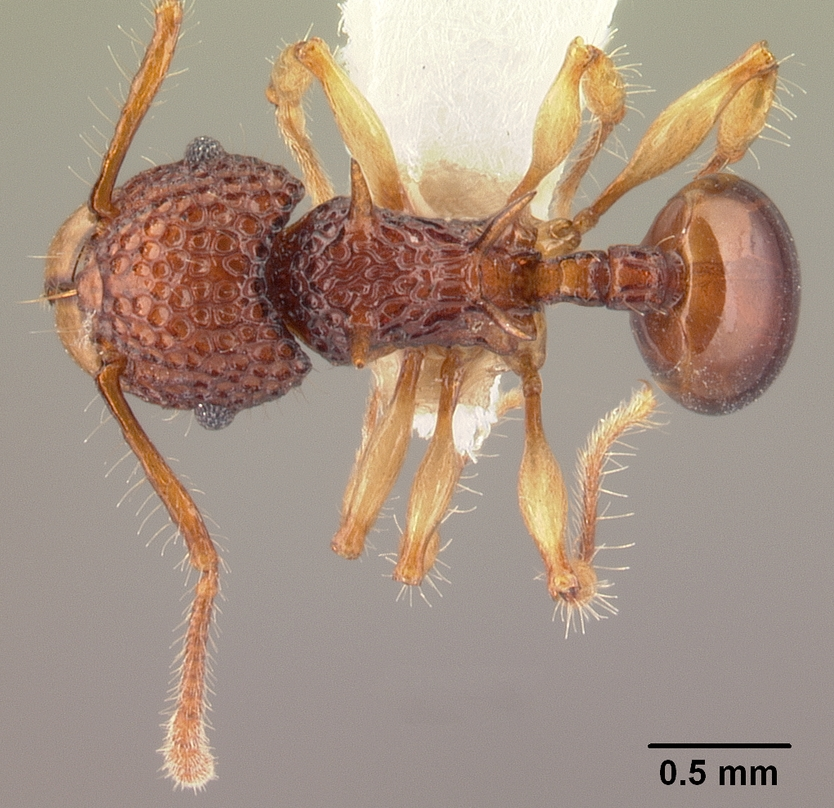
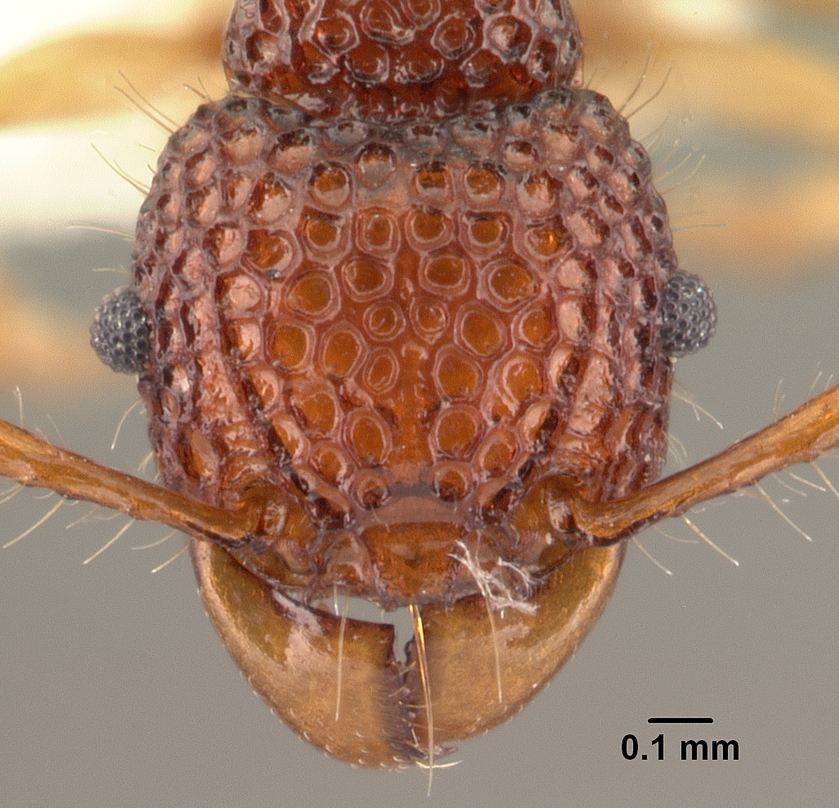
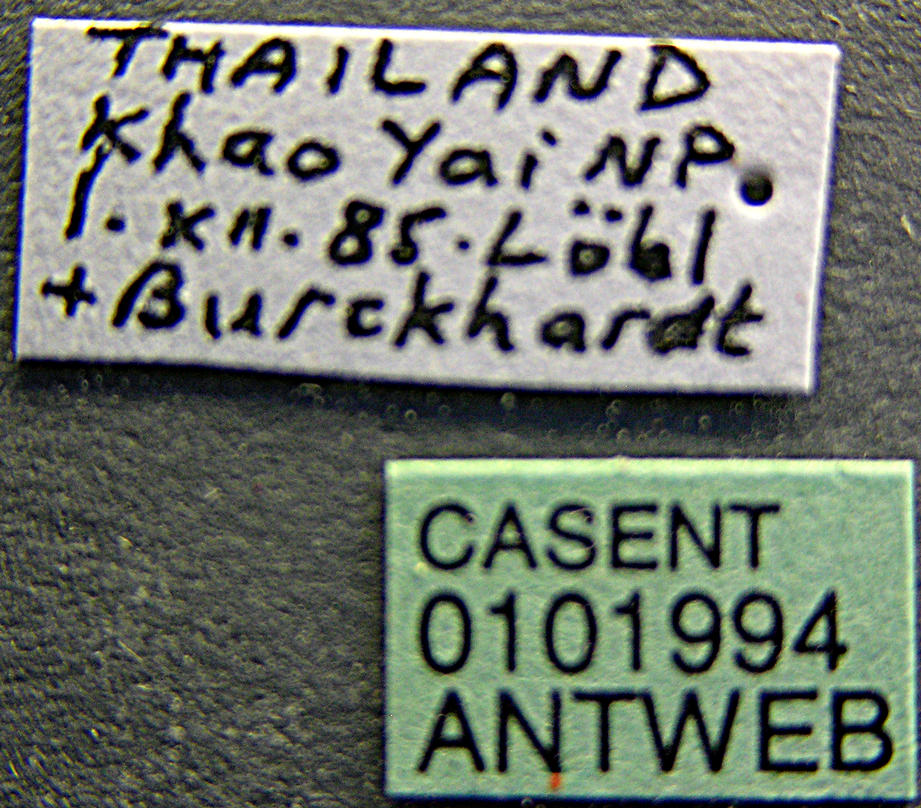